# Ain River
Ain River är ett vattendrag i Kanada.   Det ligger i provinsen British Columbia, i den sydvästra delen av landet, 4 100 km väster om huvudstaden Ottawa.